# Back in the Game
Back in the Game è una sitcom statunitense del 2013, creata da Mark e Robb Cullen.
La serie ruota intorno al rapporto conflittuale tra un padre e una figlia, James Caan e Maggie Lawson, entrambi campioni di softball, riunitisi nelle loro divergenze per allenare una squadra composta da ragazzini scartati.

## Trama
Terry Gannon Jr., al college, è stata una star del softball. La vita, però, si è fatta beffe di lei ed ha rovinato la sua promettente carriera facendole avere un figlio da adolescente, perdere la borsa di studio e sposare con un venditore d'auto inetto ed infedele da cui divorzia dopo dodici anni. Rimasta disoccupata e senza un soldo, Terry è costretta, assieme al figlio Danny, a tornare a vivere da suo padre; ex-atleta vedovo, supponente e alcolizzato soprannominato "Il Cannone".
Nonostante la donna voglia tenere suo figlio lontano dal competitivo stile di vita che ha avuto lei da bambina, Danny, infatuatosi di una sua coetanea, Vanessa, tenta di far colpo su di lei partecipando alle selezioni per entrare nella Little League pur non avendo competenze di baseball o capacità atletiche.
Quando il ragazzino viene escluso dalla squadra e deriso dai compagni, la madre corre in suo soccorso offrendosi volontaria per allenare una squadra formata da tutti i ragazzini rifiutati e finanziata dalla sua ricchissima amica e vicina di casa Lulu Lovette.

## Personaggi e interpreti
- Terry Gannon, Jr., interpretata da Maggie Lawson, doppiata da Ilaria Latini.
- Terry Gannon, Sr., interpretato da James Caan, doppiato da Angelo Nicotra.
- Danny Gannon, interpretato da Griffin Gluck, doppiato da Francesco Ferri.
- Dick Slingbaugh, interpretato da Ben Koldyke, doppiato da Riccardo Rossi.
- Lulu Lovette, interpretata da Lenora Crichlow, doppiata da Rossella Acerbo.
- David Slingbaugh, interpretato da Cooper Roth.
- Michael Lovette, interpretato da J.J. Totah.
- Vanessa, interpretata da Kennedy Waite.
- Dudley Douglas, interpretato da Brandon Selgado-Telis.

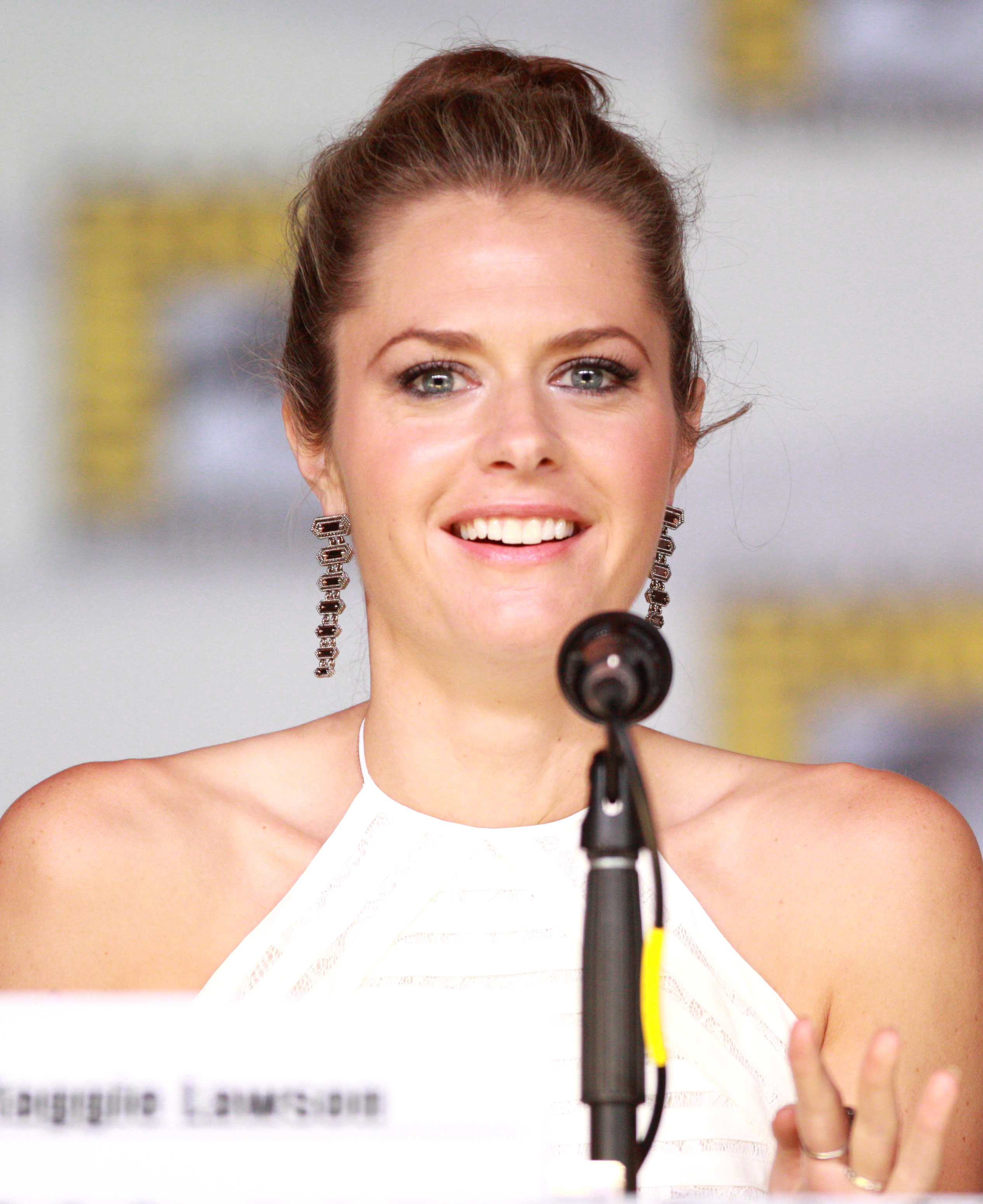
Maggie Lawson interpreta Terry Gannon, Jr.
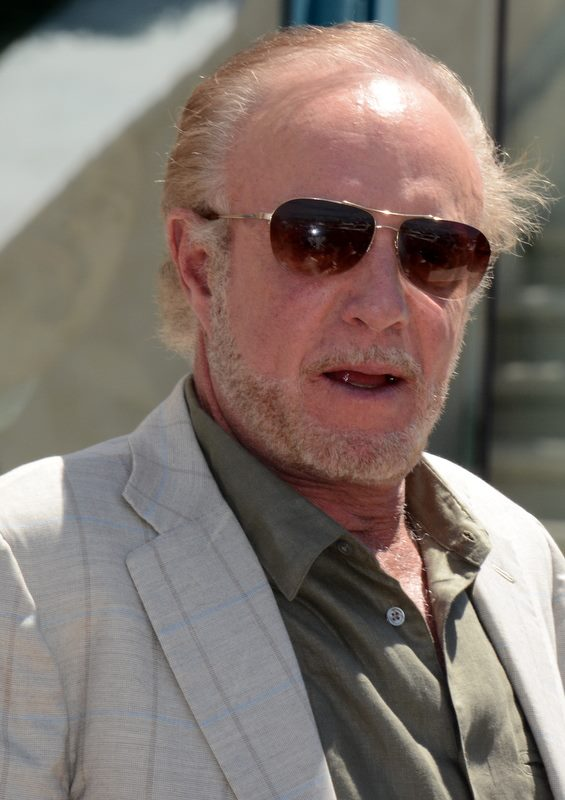
James Caan interpreta Terry Gannon, Sr.
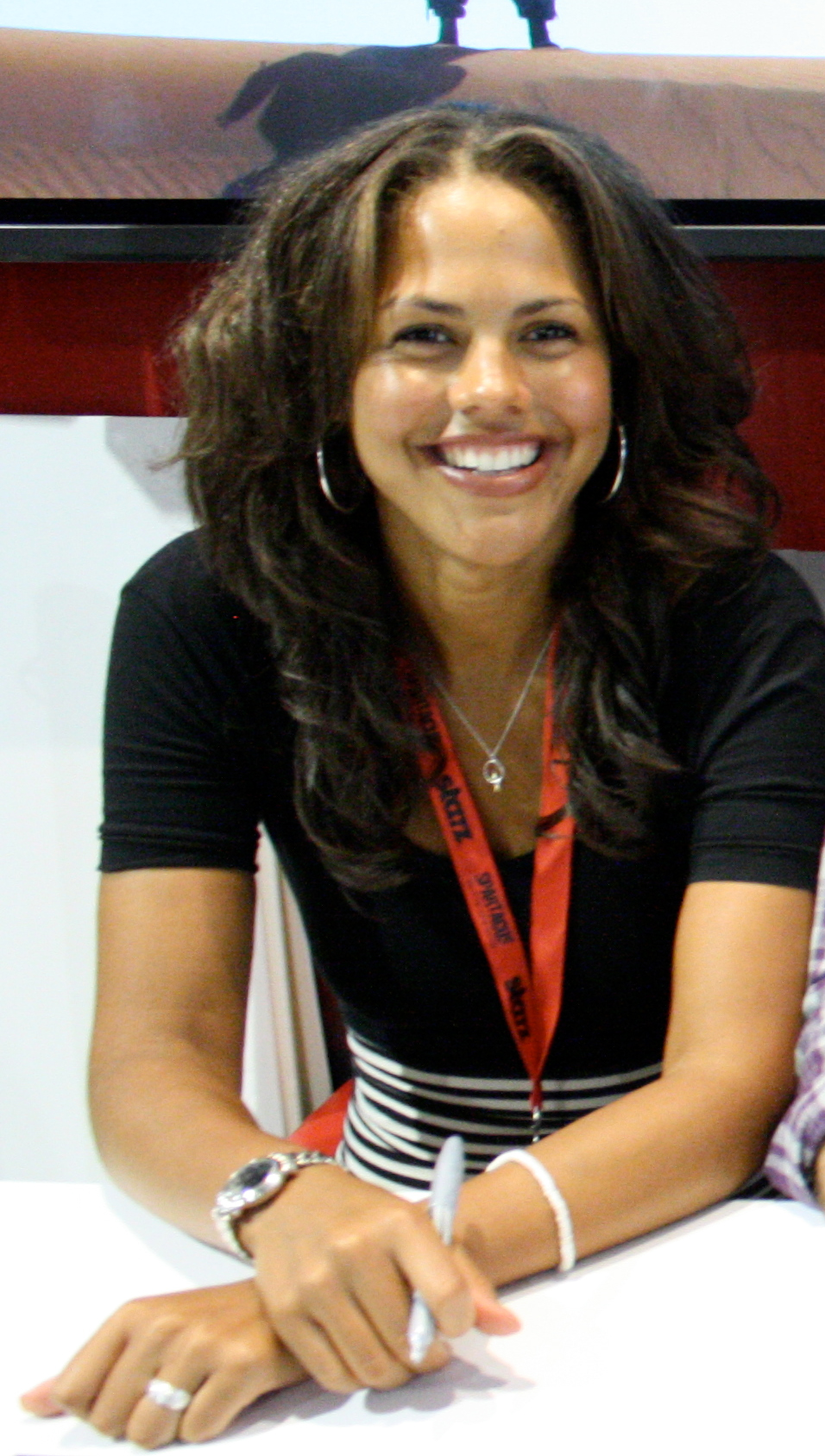
Lenora Crichlow interpreta Lulu Lovette

## Episodi
| Stagione       | Episodi | Prima TV USA | Prima TV Italia |
| -------------- | ------- | ------------ | --------------- |
| Prima stagione | 13      | 2013         | 2014            |

## Produzione
La prima stagione della serie è stata ordinata dalla ABC il 10 marzo 2013 fissando la première il 25 settembre dello stesso anno. In seguito tuttavia, pur riuscendo a guadagnare l'apprezzamento della critica, la serie non ha registrato un'accoglienza particolarmente calorosa; cosa che ha portato l'ABC ad annunciarne la cancellazione il 1 novembre 2013, pur dichiarando, quantomeno inizialmente, l'intenzione di trasmettere gli episodi rimanenti, cosa che in seguito non è stata fatta.